# 裕さんの女房 もうひとりの石原裕次郎
『裕さんの女房 もうひとりの石原裕次郎』（ゆうさんのにょうぼう もうひとりのいしはらゆうじろう）は、村松友視によるノンフィクション小説。青志社より2012年5月10日に刊行された。夫である石原裕次郎の夢を支えるため映画界のトップ女優・北原三枝を辞め“裕さんの女房”・石原まき子となり、苦難、借金、病魔と次々と襲いかかる試練に夫とともに立ち向かったまき子夫人だけが知り得る石原裕次郎の素顔と、秘められた夫婦の生きかたを描く。
『裕さんの女房』と題して2021年にテレビドラマ化された。

## 書誌情報
- 裕さんの女房 もうひとりの石原裕次郎（2012年5月10日、青志社、ISBN 978-4-905-04246-4）

## テレビドラマ
『裕さんの女房』と題してテレビドラマ化され、「特集ドラマ」としてNHK BS4Kで2021年3月20日の19時に、NHK BSプレミアムで2021年4月17日に放送された。主演は松下奈緒。

### キャスト
- 石原まき子 - 松下奈緒[1]（少女時代:大里菜桜）
- 石原裕次郎 - 徳重聡[1]
- 石原慎太郎 - 石原良純[2]
- 渡哲也 - 永井大[2]
- 小林正彦 - 尾美としのり[2]
- 三船敏郎 - 高嶋政宏[2]
- 水ノ江瀧子 - かとうかず子[2]
- 斎藤耕一 - 池田成志
- 岡村プロデューサー（モデル：岡田晋吉） - 山崎樹範
- 橋本プロデューサー - 遠山俊也
- 宮原（モデル：大宮隆） - 苅谷俊介
- 石原光子（裕次郎、慎太郎の母） - 浅田美代子
- 圭子（まき子の姉） -　麻生祐未（少女時代：小西はる）
- 鶴間（石原家の家政婦） - 福井裕子
- まき子の父 - 山崎銀之丞
- まき子の母 - 西尾まり
- 慎太郎の妻（モデル：石原典子） - 正木佐和
- 真理子（裕次郎の病室に来た子供） - つむぎ
- 女将 - 増子倭文江
- 遠藤 - 綱島郷太郎
- 三田村賢二、太田彩乃、松本岳、白石みき、増田修一朗、辻凌志朗、志賀圭二郎、水野直、枝光利雄　ほか

### スタッフ
- 原作 - 村松友視『裕さんの女房 もうひとりの石原裕次郎』（青志社刊）
- 脚本 - 神山由美子
- 演出 - 黛りんたろう
- 音楽 - 吉俣良
- 音響効果 - 石井和之
- 取材協力 - 石原プロモーション、石原まき子、浦井孝行（国際放映）
- プロデュース - 小林泰子（The icon）
- 制作統括 - 志村彰（The icon）、小松昌代（NHKエンタープライズ）、岡本幸江（NHK）
- 制作著作 - NHK、The icon